# Microrregión de Jeremoabo
La microrregión de Jeremoabo es una de las  microrregiones del estado brasileño de Bahia perteneciente a la mesorregión  Nordeste Baiano. Su población fue estimada en 2005 por el IBGE en 111.574 habitantes y está dividida en cinco municipios. Posee un área total de 8.197,790 km².

## Municipios
- Coronel João Sá
- Jeremoabo
- Pedro Alexandre
- Santa Brígida
- Sítio do Quinto

- Datos: Q2597804